# Timperley
Timperley est un village suburbain dans le district métropolitain de Trafford, Grand Manchester en Angleterre.
En 2011, sa population était de 11 061 habitants.